# Stugtjärnen (Ovanåkers socken, Hälsingland)
Stugtjärnen är en sjö i Ovanåkers kommun i Hälsingland och ingår i Ljusnans huvudavrinningsområde. Sjön har en area på 0,0738 kvadratkilometer och ligger 283,8 meter över havet. Sjön avvattnas av vattendraget Loftsbäcken.

## Delavrinningsområde
Stugtjärnen ingår i det delavrinningsområde (680992-149160) som SMHI kallar för Mynnar i Älmån. Medelhöjden är 269 meter över havet och ytan är 9,37 kvadratkilometer. Det finns ett avrinningsområde uppströms, och räknas det in blir den ackumulerade arean 15,34 kvadratkilometer. Loftsbäcken som avvattnar avrinningsområdet har biflödesordning 4, vilket innebär att vattnet flödar genom totalt 4 vattendrag innan det når havet efter 107 kilometer. Avrinningsområdet består mestadels av skog (91 procent). Avrinningsområdet har 0,07 kvadratkilometer vattenytor vilket ger det en sjöprocent på 0,8 procent.